# Buckland (Ohio)
Buckland és una població dels Estats Units a l'estat d'Ohio. Segons el cens del 2000 tenia 255 habitants.

## Demografia
Segons el cens del 2000, Buckland tenia 255 habitants, 104 habitatges, i 74 famílies. La densitat de població era de 378,7 habitants/km².
Dels 104 habitatges en un 38,5% hi vivien nens de menys de 18 anys, en un 54,8% hi vivien parelles casades, en un 12,5% dones solteres, i en un 27,9% no eren unitats familiars. En el 24% dels habitatges hi vivien persones soles el 9,6% de les quals corresponia a persones de 65 anys o més que vivien soles. El nombre mitjà de persones vivint en cada habitatge era de 2,45 i el nombre mitjà de persones que vivien en cada família era de 2,88.
Per edats la població es repartia de la següent manera: un 27,8% tenia menys de 18 anys, un 11,4% entre 18 i 24, un 28,6% entre 25 i 44, un 14,1% de 45 a 60 i un 18% 65 anys o més.
L'edat mediana era de 33 anys. Per cada 100 dones de 18 o més anys hi havia 91,7 homes.
La renda mediana per habitatge era de 31.172 $ i la renda mediana per família de 31.625 $. Els homes tenien una renda mediana de 31.042 $ mentre que les dones 20.500 $. La renda per capita de la població era de 15.491 $. Aproximadament l'1,3% de les famílies i el 4,9% de la població estaven per davall del llindar de pobresa.

## Poblacions més properes
El següent diagrama mostra les poblacions més properes.